# جرم سیاره‌ای

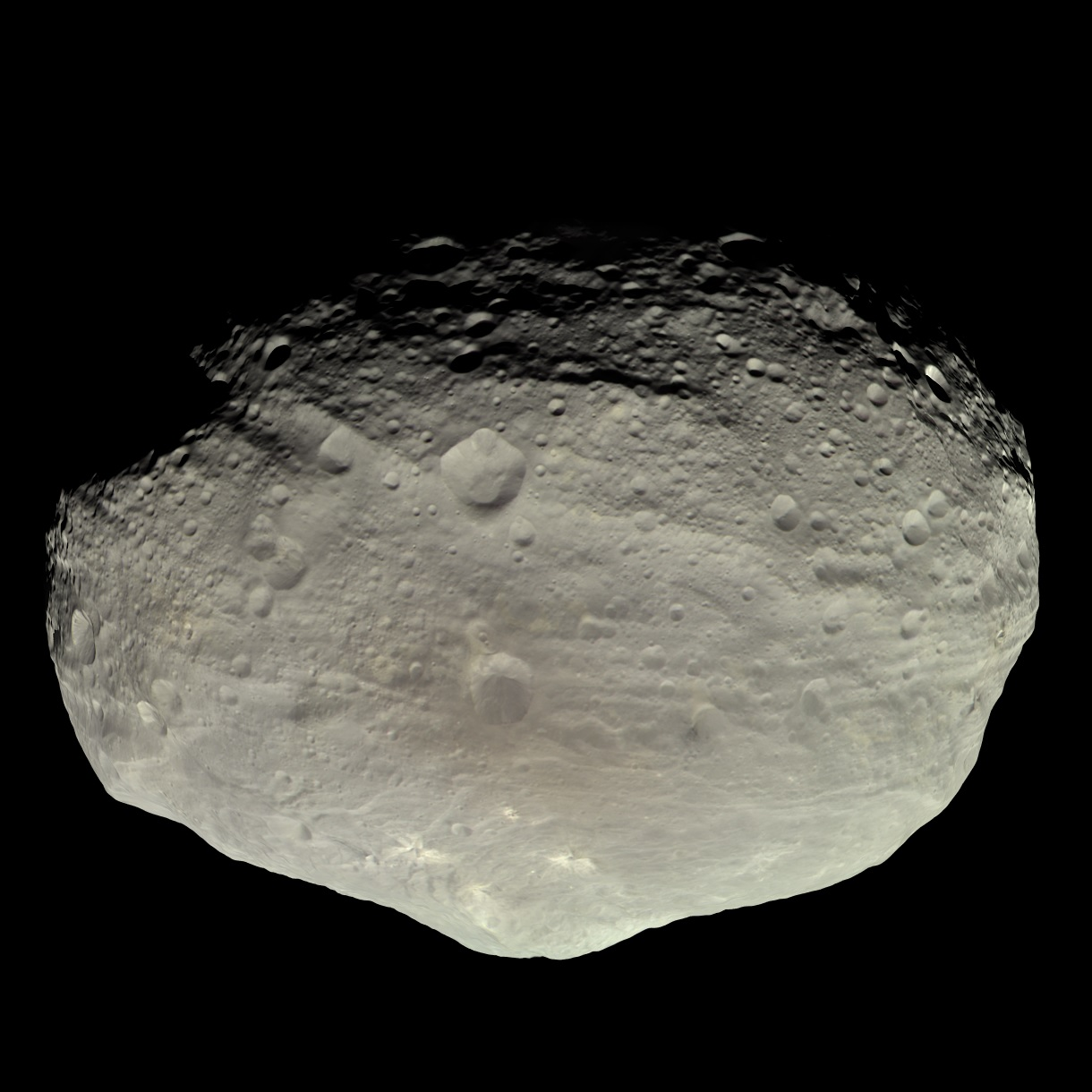
وستا بعد از سرس دومین جرم بزرگ در کمربند سیارکی است. این تصویر از فضاپیمای داون نشان می‌دهد که کاملاً کروی نیست.

در نجوم، جرم سیاره‌ای یا توده سیاره‌ای (به انگلیسی: Planetary mass) اندازه جرم یک جرم آسمانی سیاره‌مانند است. در منظومه شمسی، سیاره‌ها معمولاً در منظومه نجومی واحدها اندازه‌گیری می‌شوند، جایی که واحد جرم، جرم خورشیدی M☉)، جرم خورشید است. در مطالعه سیاره فراخورشیدی، واحد اندازه‌گیری معمولاً جرم مشتری (M J) برای سیاره‌های غول گازی بزرگ، و جرم زمین (جرم زمین) برای سیاره‌های زمینی سنگی کوچک‌تر است.
| سیاره       | سیاره تیر | سیاره زهره | زمین     | مریخ     | سیاره مشتری | زحل   | اورانوس | نپتون |
| زمین M🜨     | ۰٫۰۵۵۳    | ۰٫۸۱۵      | ۱        | ۰٫۱۰۷۵   | ۳۱۷٫۸       | ۹۵٫۲  | ۱۴٫۶    | ۱۷٫۲  |
| جرم مشتری M | ۰٫۰۰۰ ۱۷  | ۰٫۰۰۲ ۵۶   | ۰٫۰۰۳ ۱۵ | ۰٫۰۰۰ ۳۴ | ۱           | ۰٫۲۹۹ | ۰٫۰۴۶   | ۰٫۰۵۴ |

کمترین جرم نظری که یک ستاره می‌تواند داشته باشد و هنوز در هسته آن تحت همجوشی هیدروژنی قرار می‌گیرد، حدود 75 Mj برآورد می‌شود، اگرچه همجوشی دوتریوم می‌تواند در جرمهایی به اندازه ۱۳ مشتری رخ دهد.
|               | EPM2004        | ویتاگلیانو و استوس (2006) | براون و شالر (2007) | تولن و همکاران (2008) | Pitjeva & Standish (2009) | راگوزین و براون (2009) |
| ------------- | -------------- | ------------------------- | ------------------- | --------------------- | ------------------------- | ---------------------- |
| ۱۳۶۱۹۹ اریس   |                |                           | 84.0 (1.0 ‎×۱۰−۴     |                       |                           |                        |
| ۱۳۴۳۴۰ پلوتون |                |                           |                     | 73.224 (15 ‎×۱۰−۴      |                           |                        |
| 136108 Haumea |                |                           |                     |                       |                           | 20.1 (2 ‎×۱۰−۴          |
| ۱ سرس         | 4.753 (7 ‎×۱۰−۴ |                           |                     |                       | 4.72 (3 ‎×۱۰−۴             |                        |
| ۴ وستا        | 1.344 (1 ‎×۱۰−۴ |                           |                     |                       | 1.35 (3 ‎×۱۰−۴             |                        |
| ۲ پالاس       | 1.027 (3 ‎×۱۰−۴ |                           |                     |                       | 1.03 (3 ‎×۱۰−۴             |                        |
| ۱۵ یونومیا    |                | 0.164 (6 ‎×۱۰−۴            |                     |                       |                           |                        |
| ۳ جونو        | 0.151 (3 ‎×۱۰−۴ |                           |                     |                       |                           |                        |
| ۷ زنبق        | 0.063 (1 ‎×۱۰−۴ |                           |                     |                       |                           |                        |
| ۳۲۴ بامبرگا   | 0.055 (1 ‎×۱۰−۴ |                           |                     |                       |                           |                        |

## بهترین برآوردهای IAU (2009)
مجموعه جدیدی از «بهترین برآوردهای کنونی» برای ثابت‌های مختلف نجومی در بیست و هفتمین مجمع عمومی اتحادیه بین‌المللی اخترشناسی (IAU) در اوت ۲۰۰۹ تصویب شد.
| سیاره      | نسبت جرم خورشیدی به جرم سیاره‌ای (از جمله ماهواره‌ها) | جرم سیاره‌ای (نسبت به خورشید × 10-6) | جرم (کیلوگرم)      | مرجع   |
| ---------- | --------------------------------------------------- | ----------------------------------- | ------------------ | ------ |
| سیاره تیر  | 6023.6 (3) ‎×۱۰۳                                     | 0. ۱۶۶۰۱۴ (۸)                       | 3.3010 (3) ‎×۱۰۲۳   | [ ۱۱ ] |
| سیاره زهره | 408. ۵۲۳۷۱۹ (8) ‎×۱۰۳                                | 2. ۰۸۱۰۶۲۷۲ (۳)                     | 4.1380 (4) ‎×۱۰۲۴   | [ ۱۲ ] |
| مریخ       | 3098. ۷۰۳۵۹ (2) ‎×۱۰۳                                | 0. ۳۲۳۲۳۷۱۷۲۲ (۲۱)                  | 6.4273 (6) ‎×۱۰۲۳   | [ ۱۳ ] |
| مشتری      | 1. ۰۴۷۳۴۸۶ (17) ‎×۱۰۳                                | ۹۵۴٫۷۹۱9 (15)                       | 1.89852 (19) ‎×۱۰۲۷ | [ ۱۴ ] |
| زحل        | 3. ۴۹۷۹۰۱۸ (1) ‎×۱۰۳                                 | 285. ۸۸۵۶۷۰ (۸)                     | 5.6846 (6) ‎×۱۰۲۶   | [ ۱۵ ] |
| اورانوس    | 22. ۹۰۲۹۸ (3) ‎×۱۰۳                                  | 43. ۶۶۲۴۴ (۶)                       | 8.6819(9) ‎×۱۰۲۵    | [ ۱۶ ] |
| نپتون      | 19. ۴۱۲۲۶ (3) ‎×۱۰۳                                  | 51. ۵۱۳۸۴ (۸)                       | 1.02431 (10) ‎×۱۰۲۶ | [ ۱۷ ] |

| سیاره     | نسبت جرم خورشیدی به جرم سیاره‌ای (از جمله ماهواره‌ها) |
| --------- | --------------------------------------------------- |
| سیاره تیر | 6023.657 33 (24) ‎×۱۰۳                               |
| اورانوس   | 22. ۹۰۲۹۵۱ (17) ‎×۱۰۳                                |